# Emil von Hammerstein-Gesmold
Emil Ferdinand Viktor Freiherr von Hammerstein-Gesmold (* 30. Januar 1827 in Gesmold; † 11. August 1894 in Hildesheim) war ein preußischer Generalmajor und Kommandant von Stralsund.

## Leben

### Herkunft
Emil war ein Sohn von Ludwig von Hammerstein-Gesmold (1787–1837) und dessen Ehefrau Friederike, geborene Freiin von Freitag (1790–1860).

### Militärkarriere
Hammerstein besuchte das Kadettenhaus in Hannover. Am 1. Mai 1846 wurde er dem Garde-Husaren-Regiment der Hannoverschen Armee überwiesen und avancierte bis Mitte Mai 1855 zum Premierleutnant. Anfang Juni 1857 erfolgte seine Kommandierung zum Generalstab und zwei Jahre später die Beförderung zum Rittmeister. Ende Mai 1864 kehrte Hammerstein mit der Ernennung zum Eskadronchef im Garde-Kürassier-Regiment in den Truppendienst zurück. In dieser Eigenschaft wurde er 1866 während des Krieges gegen Preußen in der Schlacht bei Langensalza schwer verwundet. Für sein Wirken hatte er den Guelphen-Orden IV. Klasse und das Ritterkreuz I. Klasse des Ernst-August-Ordens erhalten.
Nach der Annexion Hannovers durch Preußen wurde Hammerstein als Rittmeister am 9. März 1867 in den Verbund der Preußischen Armee übernommen und als Eskadronchef im Magdeburgischen Kürassier-Regiment Nr. 7 angestellt. Infolge seiner schweren Verwundung war er jedoch erst im Jahr darauf wieder dienstfähig und stieg Mitte Juni 1869 zum Major auf. Zu Beginn des Krieges gegen Frankreich führte Hammerstein zunächst die Ersatz-Eskadron seines Regiments und war ab dem 10. November 1870 für die weitere Dauer des mobilen Verhältnisses etatsmäßiger Stabsoffizier. Er nahm an der Belagerung von Paris sowie als Führer der Vorhut am Gefecht bei Bernay teil. Hammerstein erhielt neben dem Eisernen Kreuz und dem Mecklenburgischen Militärverdienstkreuz II. Klasse das Komturkreuz II. Klasse des Herzoglich Sachsen-Ernestinischen Hausordens mit Schwertern.
Nach dem Friedensschluss blieb er weiterhin etatsmäßiger Stabsoffizier und wurde am 15. April 1873 unter Stellung à la suite seines Regiments zum Kommandanten von Swinemünde ernannt. Nach der Beförderung zum Oberstleutnant erfolgte am 2. Juli 1875 seine Versetzung in gleicher Eigenschaft nach Stralsund. Hammerstein stieg Ende März 1877 zum Oberst auf und erhielt am 3. August 1883 den Charakter als Generalmajor. Unter Verleihung des Roten Adlerordens II. Klasse mit Eichenlaub wurde er in Genehmigung seines Abschiedsgesuches am 14. April 1885 mit Pension zur Disposition gestellt.

### Familie
Hammerstein hatte sich am 12. Mai 1863 in Verden mit Ingeborg Freiin Marschalck von Bachtenbrock (1845–1910) verheiratet. Aus der Ehe gingen folgende Kinder hervor:
- Elisabeth (* 1864), Klosterdame von Dobbertin
- Karl (1866–1932), Landrat im Kreis Zeven und Mitglied des Provinziallandtages Hannover ⚭ 1900 Marie Freiin von Bothmer (* 1875)
- Irmgard (* 1868), Klosterdame von Malchow
- Frithjof (1870–1944), deutscher Generalleutnant und Ritter des Ordens Pour le Mérite
- Hildur (* 1873) ⚭ 1908 Gustav Krome, Pastor